# Nikola Nikezić
Nikola Nikezić, né le 13 juin 1981, est un footballeur international monténégrin né à Titograd (auj. Podgorica) en Yougoslavie (auj. au Monténégro). Il évoluait au poste d'attaquant.

## Biographie

### Carrière en club
Le 27 juin 2007 il quitte le ND Gorica et signe un contrat de deux ans avec le club doyen du football français, Le Havre AC.
En mars 2010, il reçoit une proposition du club russe de Pervaïa Liga (deuxième division) de FC Kuban Krasnodar. Il réalise une bonne saison et aide le club à être champion et à monter en Premier-Liga. 
Alors que le club souhaite renouveler son effectif à l'approche de la nouvelle saison de Premier-Liga, il n'est plus autorisé à s'entraîner avec le groupe professionnel. Le 5 mars, alors que son contrat se termine en novembre, il est victime de menaces, d'intimidation et est agressé par des hommes de mains du club russe. Après avoir été « malmené » 20 minutes, il signe un document qu'il ne comprend pas. Il décide alors de saisir le syndicat des joueurs, le FIFPro. C'est alors qu'un autre joueur du club russe, Sreten Sretenović, dénonce avoir été victime des mêmes méthodes deux mois avant.

### Carrière en équipe nationale
En 2004 il est appelé dans la sélection olympique de football de Serbie-et-Monténégro et participe aux JO d'Athènes.
Nikola Nikezić est convoqué pour la première fois par le sélectionneur national Zoran Filipović pour un match amical face à l'Estonie le 17 octobre 2007. Il entre sur la pelouse à la place de Radomir Đalović à la 82e minute de jeu.

## Palmarès
- Ligue 2 :
  - Champion en 2008 avec Le Havre AC.
- Pervaïa Liga :
  - Champion en 2010 avec le Kouban Krasnodar.

## Statistiques détaillées

### En club
| Saison                | Club                  | Championnat           | Championnat | Championnat | Coupe(s) nationale(s) | Coupe(s) nationale(s) | Compétition(s) continentale(s) | Compétition(s) continentale(s) | Compétition(s) continentale(s) | Monténégro | Monténégro | Total | Total |
| Saison                | Club                  | Division              | M.          | B.          | M.                    | B.                    | Comp.                          | M.                             | B.                             | M.         | B.         | M.    | B.    |
| 1998-1999             | Budućnost Podgorica   | PrvaLiga              | 4           | 0           | -                     | -                     | -                              | -                              | -                              | -          | -          | 4     | 0     |
| 1999-2000             | Budućnost Podgorica   | PrvaLiga              | 5           | 0           | -                     | -                     | -                              | -                              | -                              | -          | -          | 5     | 0     |
| 2000-2001             | Budućnost Podgorica   | PrvaLiga              | 25          | 0           | -                     | -                     | -                              | -                              | -                              | -          | -          | 25    | 0     |
| 2001-2002             | Budućnost Podgorica   | DrugaLiga             | 13          | 0           | -                     | -                     | -                              | -                              | -                              | -          | -          | 13    | 0     |
| 2001-2002             | Bokelj Kotor (prêt)   | DrugaLiga             | 15          | 1           | -                     | -                     | -                              | -                              | -                              | -          | -          | 15    | 1     |
| 2002-2003             | Sutjeska Nikšić       | PrvaLiga              | 27          | 9           | -                     | -                     | -                              | -                              | -                              | -          | -          | 27    | 9     |
| 2003-2004             | Sutjeska Nikšić       | PrvaLiga              | 26          | 12          | -                     | -                     | CI                             | 3                              | 0                              | -          | -          | 29    | 12    |
| 2004-2005             | Sutjeska Nikšić       | PrvaLiga              | 20          | 4           | -                     | -                     | -                              | -                              | -                              | -          | -          | 20    | 4     |
| 2005-2006             | NK Domžale            | PrvaLiga              | 23          | 10          | 1                     | 0                     | C3                             | 4                              | 4                              | -          | -          | 28    | 14    |
| 2006-2007             | NK Domžale            | PrvaLiga              | 1           | 0           | -                     | -                     | -                              | -                              | -                              | -          | -          | 1     | 0     |
| 2006-2007             | ND Gorica             | PrvaLiga              | 30          | 22          | 3                     | 2                     | -                              | -                              | -                              | -          | -          | 33    | 24    |
| 2007-2008             | Le Havre AC           | Ligue 2               | 23          | 7           | 5                     | 3                     | -                              | -                              | -                              | 1          | 0          | 29    | 10    |
| 2008-2009             | Le Havre AC           | Ligue 1               | 5           | 0           | -                     | -                     | -                              | -                              | -                              | -          | -          | 5     | 0     |
| 2009-2010             | Le Havre AC           | Ligue 2               | 10          | 2           | 2                     | 0                     | -                              | -                              | -                              | -          | -          | 12    | 2     |
| 2010                  | Kouban Krasnodar      | Pervy Divizion        | 31          | 4           | -                     | -                     | -                              | -                              | -                              | -          | -          | 31    | 4     |
| 2011-2012             | Olimpija Ljubljana    | PrvaLiga              | 8           | 3           | -                     | -                     | -                              | -                              | -                              | -          | -          | 8     | 3     |
| 2012-2013             | Olimpija Ljubljana    | PrvaLiga              | 28          | 15          | 2                     | 1                     | C3                             | 3                              | 0                              | -          | -          | 33    | 16    |
| 2013-2014             | Olimpija Ljubljana    | PrvaLiga              | 7           | 0           | 1                     | 2                     | -                              | -                              | -                              | -          | -          | 8     | 2     |
| 2014                  | Chainat Hornbill      | Thai League           | 16          | 4           | -                     | -                     | -                              | -                              | -                              | -          | -          | 16    | 4     |
| Total sur la carrière | Total sur la carrière | Total sur la carrière | 317         | 93          | 14                    | 8                     | -                              | 10                             | 4                              | 1          | 0          | 342   | 105   |